# Tamara Karsavina
Pour les articles homonymes, voir Karsavina.
Tamara Platonovna Karsavina (en russe : Тама́ра Плато́новна Карса́вина) est une danseuse russe née le 25 février 1885 (9 mars dans le calendrier grégorien) (10 mars dans le calendrier grégorien) à Saint-Pétersbourg et morte le 26 mai 1978 à Beaconsfield dans le Buckinghamshire en Angleterre.
Renommée pour sa beauté, elle fut l’une des principales ballerines du Théâtre Mariinsky puis des Ballets russes de Serge Diaghilev. Fuyant la révolution bolchevique en 1918, elle s’installa à Londres où elle enseigna et participa à la création de l’Académie royale de danse.

## Famille
Tamara est la fille de Platon Karsavine et d’Anna Iossifovna (née Khomiakova).
Issu d’un milieu d’artistes de la scène, premier danseur au Ballet impérial de Saint-Pétersbourg, Platon Karsavine fut un élève de Marius Petipa. Il devint lui-même pédagogue et eut notamment pour élève Mikhaïl Fokine, danseur et chorégraphe. À la suite d'un différend avec Petipa, Platon fut mis prématurément à la retraite, ce qui plaça sa famille dans une situation financière délicate.
Née dans l’intelligentsia, Anna Iousifovna était une parente éloignée d’Alexeï Khomiakov, cofondateur du mouvement slavophile.
Le frère de Tamara, Lev Karsavine (ru) (1882–1952), fut un brillant historien des religions médiévales, philosophe et poète. Il fut professeur à l'université de Saint-Pétersbourg avant d’être expulsé par les bolcheviks en 1922 dans l’un des bateaux des philosophes. Plus tard, il enseigna à l’université de Kaunas (Lituanie), fut arrêté par le régime de Staline et déporté au goulag, à Abez en Sibérie, où il mourut.

## Formation
Encouragée par sa mère, et malgré les réticences de son père, Tamara fut très tôt attirée par la danse classique. Formée à l'Ecole impériale de ballet de Saint-Pétersbourg (qui deviendra l’Académie de ballet Vaganova), notamment par Enrico Cecchetti, Evguenia Sokolova et Pavel Gerdt, qui était aussi son parrain, elle fut engagée au Théâtre Mariinsky en 1902, s’illustra dans les grands rôles du répertoire (Giselle, La Belle au bois dormant, Casse-Noisette, Le Lac des cygnes, etc.) et fut promue prima ballerina en 1910. Dès 1909, elle fut repérée par Diaghilev qui l'engagea aussitôt dans sa nouvelle compagnie. Celle-ci allait prendre le nom de « Ballets russes » en 1911.

## Vie personnelle
Après avoir repoussé par deux fois les demandes en mariage du danseur et chorégraphe Mikhaïl Fokine, Tamara épousa en 1907, en la chapelle de l’Ecole de danse, Vassili Moukhine (1880-1941 ?), fils naturel d’un noble, qui l’accompagnera dans certaines de ses nombreuses tournées à l’étranger. Durant plusieurs années, Tamara se partagea entre les Ballets russes de Diaghilev et sa carrière au Mariinsky.
Admirée pour son talent et sa beauté, jouissant d’une renommée internationale, Tamara Karsavina eut de nombreux soupirants, parmi lesquels Carl Gustav Mannerheim, futur Président de la Finlande, et le diplomate britannique Henry James Bruce (en) (1880-1951). Après s’être séparée de Moukhine, Tamara Karsavina épousa Bruce dont elle eut un fils, Nikita (1916-2002). Ce dernier étudia le théâtre, puis fit une carrière d’acteur de cinéma sous le nom de Nicholas Bruce, avant de travailler pour la compagnie « Schweppes ».
En juin 1918, Tamara Karsavina quitta définitivement la Russie bolchévique en compagnie de Henry Bruce et de leur fils. Après un périple épuisant et semé d’embûches à travers la Carélie et la Mer blanche, elle rejoignit Londres. Elle poursuivit sa carrière aux Ballets russes tout en se partageant entre Londres et les différents postes où son mari poursuivit une carrière diplomatique (Tanger) avant de démissionner du Foreign Office et de travailler pour diverses organisations (Sofia, Budapest).

## Les Ballets russes

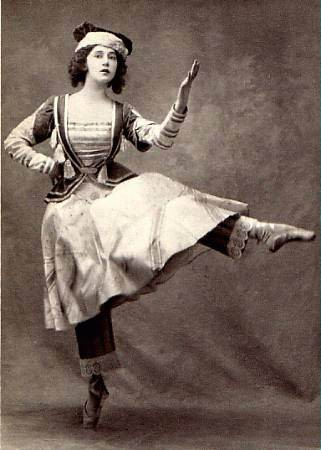
Photo de Tamara Karsavina en poupée ballerine dans le ballet "Petrouchka", 1911

« Les noms d’Anna Pavlova et de Tamara Karsavina sont liés à l’épanouissement du ballet au début du XXe siècle. La gloire de Karsavina, si l’on en juge par sa résonance mondiale, ne le cédait en rien à celle de Pavlova. Ces deux noms sont souvent associés, souvent aussi opposés »
Tamara Karsavina a participé à la première saison russe au Théâtre du Châtelet à Paris en 1909. En 1910, elle créa L'Oiseau de feu dans le ballet éponyme (musique de Stravinsky, chorégraphie de Fokine) après qu’Anna Pavlova eut refusé le rôle,. À partir de cette date, Tamara Karsavina devint la vedette féminine principale des Ballets russes, souvent aux côtés de Vaslav Nijinsky.

## Premiers rôles dans des créations des Ballets russes[14]
1909

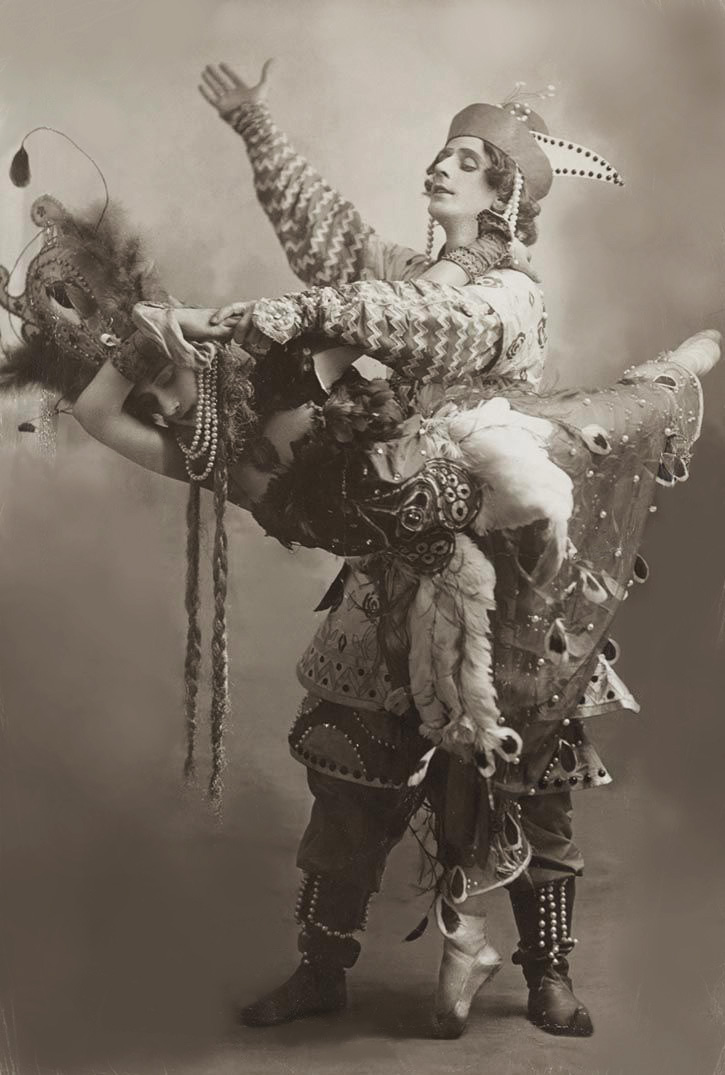
Tamara Karsavina et Michel Fokine dans L'Oiseau de feu (costume de Léon Bakst).

- L'oiseau bleu dans Le Festin (musique : Tchaïkovsky, chorégraphie : Fokine)
- Les Sylphides (Chopin, Fokine)

1910
- L'Oiseau de feu (Stravinsky, Fokine)[13].

1911
- Narcisse (Tcherepnine, Fokine)
- Petrouchka (Stravinsky, Fokine)
- Le Spectre de la rose (Weber, Fokine)
- Shéhérazade (Rimski-Korsakov, Fokine)

1912
- Le Dieu bleu (Reynaldo Hahn, Fokine)
- Thamar (Balakirev, Fokine)

1913
- Jeu (Debussy, Fokine)
- La Tragédie de Salomé (Schmitt, Romanov)

1914
- La Légende de Joseph (Richard Strauss, Fokine)
- Midas (Steinberg, Romanov)
- Le Coq d'or (Rimski-Korsakov, Fokine)

1919
- Contes russes (Liadov, Massine)

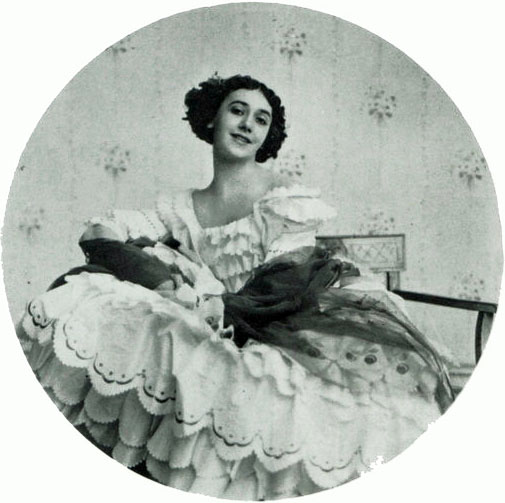
Tamara Karsavina dans Carnaval (costume de Léon Bakst).

- Les Femmes de bonne humeur (Scarlatti, Massine)
- Parade (Satie, Massine)
- Soleil de nuit (Rimski-Korsakov, Massine)
- Le Tricorne (De Falla, Massine)

1920
- Les Astuces féminines (Cimarosa, Massine)
- La Boutique fantasque (Rossini, Massine)
- Le Chant du rossignol (Stravinsky, Massine)
- Pulcinella (Stravinsky, Massine)

1926
- Roméo et Juliette (Lambert, Bronislava Nijinska)

Avec la mort de Diaghilev en 1929, l’aventure des Ballets russes prit fin.

## Les années en Angleterre

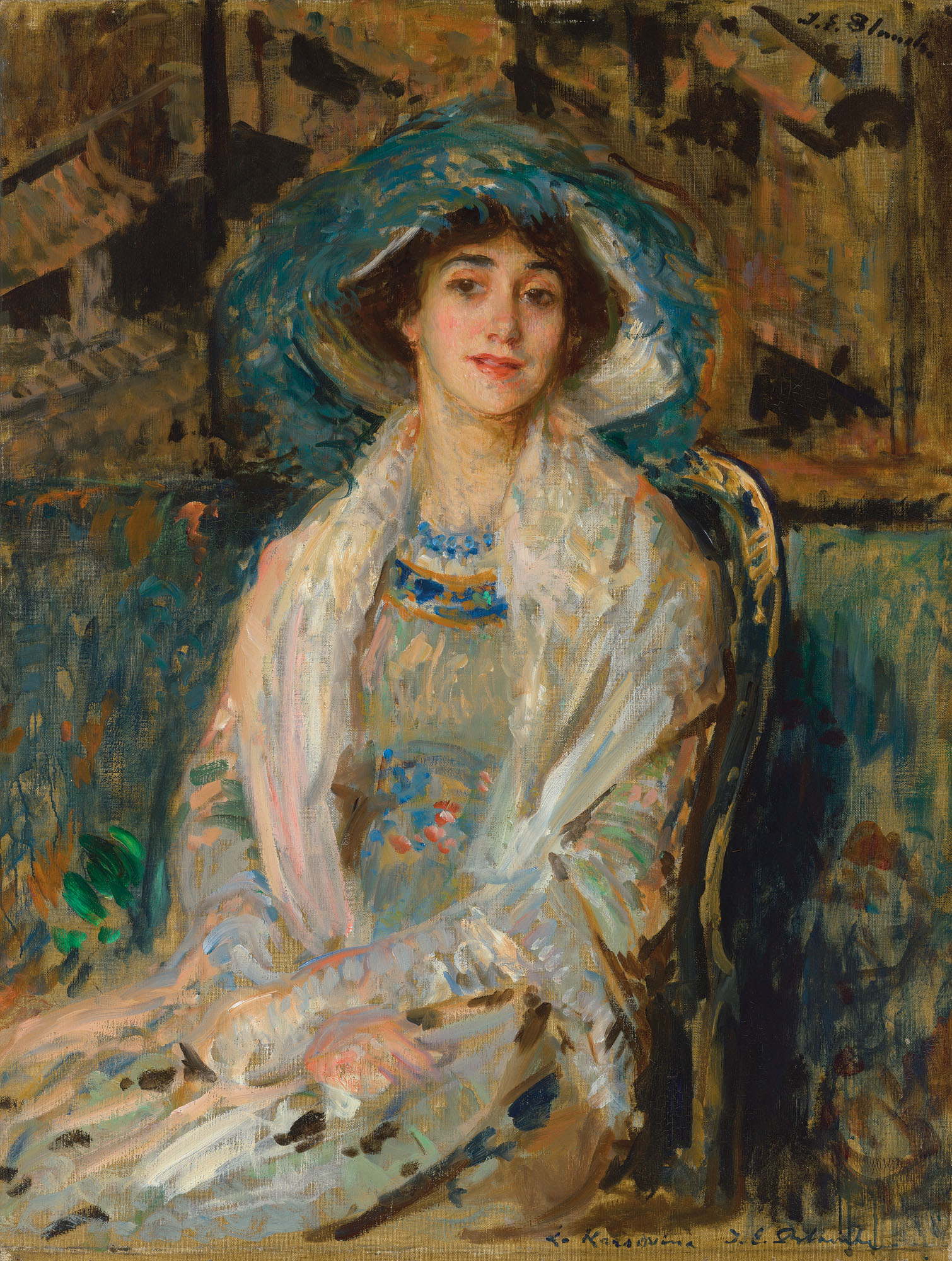
Jacques-Émile Blanche, Tamara Karsavina (1928 ?).

A Londres, Tamara et Bruce vécurent dans leur maison au 4 Albert Road. C’est là que Tamara rédigea, directement en anglais, Theatre Street publié en 1930 et aussitôt traduit en français sous le titre de Ma vie. Dans ces mémoires, elle évoque son enfance, sa formation et ses débuts aux Ballets russes avec beaucoup de pudeur et de retenue. Son projet d’écrire une suite resta à l’état d’ébauche.
Ayant définitivement abandonné la scène au début des années 1930, Tamara se consacra à l’enseignement. Elle ouvrit un studio à  Baker Street et eut notamment pour élève Lady Ursula Manners.
Tamara Karsavina publia quelques ouvrages techniques sur la danse, parmi lesquels The Flow of Movement. Elle donna de nombreuses conférences sur les Ballets russes et transmit des chorégraphies, notamment Le Spectre de la rose à Margot Fonteyn et Rudolph Noureev. Elle conseilla également Sir Frederick Ashton pour La Fille mal gardée.
Elle participa à la fondation de la Royal Academy of Dance dont elle fut vice-présidente de 1930 à 1955.
En 1925, elle tourna dans Les Chemins de la force et de la beauté, un film muet de Nicholas Kaufmann et Wilhelm Prager avec Leni Riefenstahl et Johnny Weissmuller. Elle interpréta également le rôle principal dans une pièce de théâtre de J.M. Barrie La Vérité sur les danseurs russes.
Elle inspira un des personnages d’Agatha Christie dans son roman Le Sentier d'Arlequin.
Tamara Karsavina mourut le 26 mai 1978 à l’âge de 93 ans. Elle repose au cimetière de Hampstead à Londres.

## Iconographie
- 1914 : effigie en argent de Tamara, réalisé par Francis La Monaca à la demande de la reine-douairière des Deux-Siciles Marie-Sophie de Bavière, pour offrir au Tsar et à son épouse pour leurs noces d'argent. Seule représentation conservée des représentations des artistes des Ballets russes.